# Facho da Bonança
O Facho da Bonança, Facho da Senhora da Bonança ou Casa do Facho em Fão, é uma construção quinhentista de que restam ruínas situado no cimo de uma grande duna de areia junto à praia da Bonança, em Fão (Esposende).
Serviu inicialmente para ajudar na navegação costeira, orientando os barcos para evitarem o litoral perigoso de Fão, devido à formação pedregosa dos “Cavalos de Fão”, assim como contribuir para a vigilância da costa marítima durante a Guerra da Restauração e as Lutas Liberais.
Segundo alguns autores terá sido D. João III quem ordenou a sua construção embora sofresse, mais tarde, algumas alterações.
Pertenceu à linha da Esquerda do comando dos fachos da Beira-Mar da província do Minho. Juntamente com este facho, existiram junto à faixa litoral de Esposende outros, nomeadamente em Apúlia, em S. Bartolomeu do Mar (destes dois só restam os topónimos) e em Esposende (terá havido um facho junto à foz, antes da construção do forte?).
Se em tempos o pequeno edifício também serviu de prisão, sabemos que em meados de 1845 este já se encontrava em ruínas.

## Características
A porta é estreita, de arco redondo e arestas biseladas. A encimá-la foi colocado, posteriormente (século XVII) um brasão.
No interior da parede Sul, quase totalmente desmoronada, existe uma espécie de cantareira, a pouca altura do solo. Há quem lhe chame o banco dos poveiros pois aí se sentavam para comer os farnéis em dias de romaria. Também, e nessa mesma parede, existe um pequeno postigo que permitia observar uma grande área para Sul. Esta função de vigia deixou de ser possível a partir do momento em que é construída, no século XVIII, a Capela de Nossa Senhora da Bonança.
No cimo da porta, encontra-se um brasão com as armas nacionais.
Através de documentos estudados, sabe-se que dentro deste reduto existia um poste em madeira no qual se içava uma lanterna ou caldeira acesa para avisar os navegantes da sua localização.